# 一宮 (高松市)
一宮（いちのみや）は、香川県高松市中部にある一地区で、高松市役所一宮出張所の管内。成合町、鹿角町、一宮町、三名町、寺井町の5町からなる。かつては寺井町を除く全域が「香川郡一宮村」（いちのみやむら）として存在し、1956年9月30日に高松市に編入された。

## 地理
地区は高松市中部に位置し、ほぼ正方形をした地区である。人口は2010年時点で1万5978人（男7603人/女8375人）で、世帯数は6867世帯である。面積は6.90km2、人口密度は1平方キロメートルあたり2294.93人。四国霊場八十三番札所「一宮寺」や大鳥居のある「田村神社」など歴史的な神社仏閣を擁するほか、高松市中心部のベッドタウンとしての性格もある。基本的に田の広がる田園地帯であるが、古い幹線道路やそこに形成された集落を中心に民家が密集し、それ以外の地域にも虫食い状に住宅が増加している。

### 地形
全域が高松平野の一部で、地区の西部に香東川や御坊川が流れるほか、小さな川や用水路なども存在している。
- 山：なし
- 川：香東川、御坊川
- 湖沼：新池、辻堂池、行寺池

### 香東川の境
通常町の境に大きな河川などがあった場合、その中央に境界線が引かれる場合が多いが、一宮地区と円座地区・檀紙地区の境界にある香東川の場合は必ずしもそうではない。檀紙地区との境界がある成合町は香東川の右岸の地域も町域に含め、円座地区の円座町は左岸の地域も町域に含んでいる。
これはかつてちょうどこの付近から香東川が東西に分かれていたことによるもので、いずれも支流（現在の本流）と本流の間に位置する中州の部分であったと見られている。円座町との境界付近では分岐してまた間もない部分であり、成合町に至ってはほぼ全域が本流の右岸に位置していた。このため、承平年間に源順が著した『和名類聚抄』では成合町の地域は檀紙町の地域と一緒に「成相郷」とされている。

### 人口
| \| 2002年（平成14年） \| 16,295人 \| \| \| 2003年（平成15年） \| 16,127人 \| \| \| 2004年（平成16年） \| 16,002人 \| \| \| 2005年（平成17年） \| 15,957人 \| \| \| 2006年（平成18年） \| 15,907人 \| \| \| 2007年（平成19年） \| 15,906人 \| \| \| 2008年（平成20年） \| 15,893人 \| \| \| 2009年（平成21年） \| 15,932人 \| \| \| 2010年（平成22年） \| 15,978人 \| \| \| 2011年（平成23年） \| 15,907人 \| \| \| 2012年（平成24年） \| 15,835人 \| \| |          |  |
| 高松市 / 登録人口（10月1日時点） |          |  |
| 2002年（平成14年） | 16,295人 |  |
| 2003年（平成15年） | 16,127人 |  |
| 2004年（平成16年） | 16,002人 |  |
| 2005年（平成17年） | 15,957人 |  |
| 2006年（平成18年） | 15,907人 |  |
| 2007年（平成19年） | 15,906人 |  |
| 2008年（平成20年） | 15,893人 |  |
| 2009年（平成21年） | 15,932人 |  |
| 2010年（平成22年） | 15,978人 |  |
| 2011年（平成23年） | 15,907人 |  |
| 2012年（平成24年） | 15,835人 |  |

### 隣接する地域
- 北：高松市鶴尾地区
- 東：高松市太田地区、仏生山地区
- 南：高松市大野地区
- 西：高松市円座地区、檀紙地区

### 高松市一宮出張所管内
- 成合町 761-8081
- 鹿角町 761-8082
- 一宮町 761-8084
- 三名町 761-8083
- 寺井町 761-8085

## 歴史

### 年表
高松市編入以前は「一宮村」を参照
- 1956年（昭和31年）9月30日 - 香川郡一宮村が高松市に合併（高松市第5次合併）。この区域を以って高松市一宮地区成立。
  - 高松市一宮出張所が開所。
  - 一宮村立一宮小学校が高松市立一宮小学校に改称。
  - 一宮村立一宮中学校が高松市立一宮中学校に改称。
- 1958年（昭和33年）4月1日 - 香川郡香川町寺井の大部分が高松市一宮地区に編入される。
- 1969年（昭和44年） - 香川県立香川高等学校が香川県立高松南高等学校に改称。
- 1974年（昭和49年）2月 - 附属高松中学校現在地に移転
- 1976年（昭和51年）11月1日 - 空港通りの鹿角町～三名町が暫定2車線供用。
- 1979年（昭和54年）3月29日 - 空港通りの上天神町交差点～三名町が4車線供用。
- 1982年（昭和57年）11月20日 - 空港通りの三名町～一宮町が暫定2車線供用。
- 1986年（昭和61年）4月3日 - 空港通りの一宮町～香川郡香川町大野が暫定2車線供用。
- 1987年（昭和62年）4月7日 - 琴電一宮駅が琴平寄りに370m移設。
- 1988年（昭和63年）4月 - 国道32号円座バイパスの勅使町～円座町が暫定2車線供用。
- 1989年（平成元年）8月8日 - 空港通りの三名町～香川町大野が4車線供用。
- 1990年（平成2年）3月 - 円座バイパスの田村町～円座町が完成4車線供用。
- 1999年（平成11年）5月6日 - 高松市一宮出張所及び高松市一宮公民館（現・高松市一宮コミュニティセンター）が一宮町字兵宅535番地1から現在地へ移転。
- 2006年（平成18年）7月29日 - ことでん空港通り駅開業。

### 町名の変遷
| 実施後 | 実施年月日      | 実施前   |
| ------ | --------------- | -------- |
| 成合町 | 昭和31年9月30日 | 大字成合 |
| 鹿角町 | 昭和31年9月30日 | 大字鹿角 |
| 一宮町 | 昭和31年9月30日 | 大字一宮 |
| 三名町 | 昭和31年9月30日 | 大字三名 |
| 寺井町 | 昭和33年4月1日  | 大字寺井 |

## 経済
高松市の平均と比較して第二次産業従事者（+3.8%）の割合がやや高く、第三次産業従事者（-4.0%）の割合がやや低いが、第一次産業従事者（+0.2%）の割合は平均的である。

### 第一次産業
- 就業者数：269人、構成比：3.7%（2005年国勢調査）[3]

地区内には多くの農地が存在し、主に稲作を中心とした農業が行われている。
- 米

### 第二次産業
- 就業者数：1679人、構成比：23.2%（2005年国勢調査）[3]

地区内に大規模な第二次産業集中地帯は無いが、中小の工場が点在している。

### 第三次産業
- 就業者数：5300人、構成比：73.1%（2005年国勢調査）[3]

主な商業施設
- 西村ジョイスーパーメガホームセンター成合店
- 生活協同組合コープかがわコープ一宮
- ラ・ムー高松西店

主な企業
- 高松信用金庫一宮支店
- JA香川県本店営農経済部門・一宮支店（高松市中央一宮ブロック統轄支店）
- 西村ジョイ本社

## 教育
地区内の小学校は市立一宮小学校が存在し、中学校は香川大学教育学部附属高松中学校と市立一宮中学校が存在する。小学校区は一宮小学校が地区のほぼ全域を校区としているが、成合町のうち香東川右岸の全域と市営田中団地（2018年に用途廃止されたため居住者はいない）は地区外の檀紙小学校の校区である。中学校区は一宮小学校の校区がそのまま一宮中学校の校区となり、檀紙小学校の校区も円座地区にある市立香東中学校の校区となる。
高等学校
- 香川県立高松南高等学校

小学校・中学校
太字の校名は地区内に位置する学校で、それ以外は地区内には位置しないが校区が地区内にかかっている学校。
- 高松市立一宮小学校
- 高松市立檀紙小学校
- 高松市立一宮中学校
- 高松市立香東中学校
- 香川大学教育学部附属高松中学校

幼稚園・保育所
- 高松市立一宮幼稚園
- 高松市立田村保育所
- 私立寺井幼稚園
- 私立高松南保育園

## 行政
この地区は1956年以降高松市の一部であるため地区単独での自治権はもたない。この地区の行政サービスの中心としては高松市一宮出張所があり各種住民サービスに対応している。またそこは公民館も兼ねていて一宮コミュニティセンターとして地域交流・生涯学習の中心となっている。
主な行政施設
- 高松市一宮出張所
- 高松南警察署一宮交番

## 生活
公共施設
- 一宮コミュニティセンター（公民館）
- 高松一宮郵便局
- 一宮新開緑地
- 鹿角公園
- 一宮新池農村公園
- 木太新開公園

## 交通

### 道路
国道
- 国道32号（円座バイパスとして整備されたが現在はこちらが本線）
- 国道193号（空港通り。バイパスとして整備されたが現在はこちらが本線）

主要地方道
- 香川県道12号三木国分寺線（川島街道）

その他県道
- 香川県道171号国分寺太田上町線
- 香川県道172号川東高松線（鹿角街道）
- 香川県道282号高松琴平線（琴平街道）

### 鉄道
ことでん
- 琴平線：空港通り駅 - 一宮駅

### バス
地区内を通るバス路線はことでんバスの香川中央高校・日生ニュータウン線と由佐・池西線の2路線が存在する。全線がJR高松駅発ことでん瓦町駅経由で、地区内では香川中央高校・日生ニュータウン線が香川県道172号川東高松線、由佐・池西線が香川県道282号高松琴平線を路線としている。また、地区東部の三名町などでは隣接する太田地区を通る塩江線の利用も可能である。高松空港リムジンバスも地区内に停留所を持つ。
ことでんバス
- 香川中央高校・日生ニュータウン線：32・33・35 三角 - 鹿角 - 上鹿角 - 下大内 - 大内 - 一宮 - 寺井団地前 - 二本坊
- 由佐・池西線：45・44・41・43 田中 - 成合 - 香東中学前
- 高松空港リムジンバス：香川大学附属中学校前 - 空港通り一宮（いずれも空港行きは乗車のみ、高松駅方面は降車のみ）

## メディア

### 放送
ケーブルテレビ
- ケーブルメディア四国（高松ケーブルテレビ）

地上波テレビ放送
基本的に高松市東部古高松地区の前田山にある高松局を受信する。そのほか、古い建物などでは岡山県玉野市の金甲山にある岡山局を受信している世帯もあるが、それらの世帯でもほとんどは加えて高松局も受信している。高松局を受信する場合はアナログ放送でもUHFアンテナ1本で全チャンネルが受信できるが、アナログ放送において岡山局を受信する場合はUHFアンテナとVHFアンテナの2本が必要だった。なお、デジタル放送は全てUHFアンテナ1本で済む。
| 局名                 | 局名                 | NHK高松 | NHK高松 | NHK岡山 | NHK岡山 | RNC  | KSB  | RSK  | OHK  | TSC  | 出力            | 偏波面 | 送信 場所 |
| 局名                 | 局名                 | 総合    | 教育    | 総合    | 教育    | RNC  | KSB  | RSK  | OHK  | TSC  | 出力            | 偏波面 | 送信 場所 |
| デジタルリモコン番号 | デジタルリモコン番号 | 1ch     | 2ch     | 1ch     | 2ch     | 4ch  | 5ch  | 6ch  | 8ch  | 7ch  | 出力            | 偏波面 | 送信 場所 |
| -------------------- | -------------------- | ------- | ------- | ------- | ------- | ---- | ---- | ---- | ---- | ---- | --------------- | ------ | --------- |
| 高松                 | デジタル             | 24ch    | 13ch    | -       | -       | 15ch | 17ch | 21ch | 27ch | 18ch | NHK1kW/民放500W | 水平   | 前田山    |
| 高松                 | アナログ             | 37ch    | 39ch    | -       | -       | 41ch | 33ch | 29ch | 31ch | 19ch | NHK10kW/民放5kW | 水平   | 前田山    |
| 岡山 (北讃岐)        | デジタル             | (24ch)  | (13ch)  | 32ch    | 45ch    | 20ch | 30ch | 21ch | 27ch | 18ch | 2kW(200W)       | 水平   | 金甲山    |
| 岡山 (北讃岐)        | アナログ             | -       | -       | 5ch     | 3ch     | 9ch  | 25ch | 11ch | 35ch | 23ch | V10kW/U20kW     | 水平   | 金甲山    |

| AMラジオ放送 - NHK高松第1放送：1368kHz（高松局 出力5kW） - NHK高松第2放送：1035kHz（高松局 出力1kW） - 西日本放送ラジオ：1449kHz/90.3MHz（高松局 出力5kW） | FMラジオ放送 - NHK高松FM放送：86.0MHz（高松局 出力1kW） - FM香川：78.6MHz（高松局 出力1kW） - FM高松：81.5kHz（コミュニティ放送 出力20W） |

県外波
| - NHK岡山第1放送：603kHz（岡山局 出力5kW） - NHK岡山第2放送：1386kHz（岡山局 出力5kW） - RSKラジオ：1494kHz（岡山局 出力10kW） - NHK大阪第1放送：666kHz（大阪局 出力100kW） - NHK大阪第2放送：828kHz（大阪局 出力300kW） - MBSラジオ：1179kHz（大阪局 出力50kW） - 朝日放送ラジオ：1008kHz（大阪局 出力50kW） - ラジオ大阪：1314kHz（大阪局 出力50kW） | - NHK岡山FM放送：88.7MHz（岡山局 出力1kW） - FM岡山：76.8MHz（岡山局 出力1kW） |

## 名所・旧跡・観光・レジャー
- 一宮寺
- 田村神社

## 出身有名人
- 朝原雄三（映画監督）